# Saint-Hilaire-sur-Helpe
Saint-Hilaire-sur-Helpe è un comune francese di 818 abitanti situato nel dipartimento del Nord nella regione dell'Alta Francia.
Come si evince dal nome, nel suo territorio comunale scorre il fiume Helpe Majeure.

## Società

### Evoluzione demografica
Abitanti censiti